# Метрика Керра
Метрика Керра або геометрія Керра описує геометрію порожнього простору-часу навколо незарядженої аксіально-симетричної чорної діри, що обертається, з сферичним горизонтом подій. Метрика Керра — це точний розв'язок для польових рівнянь Ейнштейна в загальній теорії відносності; ці рівняння сильно нелінійні, що робить пошук точних рішень дуже важким.

## Огляд
Метрика Керра є узагальненням метрики Шварцшильда, яку виявив Карл Шварцшильд 1915 року і яка описує геометрію простору-часу навколо незарядженого, сферично-симетричного тіла, яке не обертається. Відповідним рішенням для зарядженого, сферичного тіла, яке не обертається, є метрика Рейсснера — Нордстрема, яка була виявлена незабаром після цього (1916—1918 рр.). Однак, точне рішення для незарядженої чорної діри, що обертається — метрика Керра, залишалось невирішеним до 1963 року, коли воно було виявлене Роєм Керром. Природне продовження до зарядженої чорної діри, що обертається, метрика Керра — Ньюмена, була виявлена незабаром після цього, 1965 р. Ці чотири пов'язані рішення можуть бути узагальнені в таблиці:
|                     | Не обертається (J = 0)       | Обертається (J ≠ 0)   |
| Незаряджена (Q = 0) | Метрика Шварцшильда          | Метрика Керра         |
| Заряджена (Q ≠ 0)   | Метрика Рейсснера–Нордстрема | Метрика Керра–Ньюмена |

де Q — електричний заряд тіла, а J — кутовий момент його спіну.
За даними метрики Керра, така чорна діра, що обертається, повинна демонструвати прецесію площини (ефект Лензе — Тіррінґа), незвичайне передбачення загальної теорії відносності. Вимірювання цієї прецесії площини було основною метою експерименту Gravity Probe B. Грубо кажучи, цей ефект передбачає, що об'єкти, які наближаються до маси, яка обертається, можуть бути захоплені брати участь у її обертанні не тому, що відчувають силу або крутний момент, але швидше внаслідок кривизни простору-часу, пов'язаної з тілами, що обертаються. На досить близькій відстані всі об'єкти — навіть світло — повинні обертатися з разом чорною дірою; цей регіон називається ергосферою.
Чорні діри, які обертаються, мають поверхні, де метрика, здається, є сингулярністю; розмір і форма цих поверхонь залежить від маси і кутового моменту чорної діри. Зовнішня поверхня включає ергосферу і має форму, близьку до сплюснутої кулі. Внутрішня поверхня позначає «радіус неповернення», який ще називають «горизонт подій»; об'єкти, що пролітають через цей радіус вже ніколи більше не можуть спілкуватися зі світом за межами цього радіусу. Однак, жодна з цих поверхонь не є істинною сингулярністю, оскільки їх удавана сингулярність може бути усунена в іншій системі координат. Об'єкти між цими двома горизонтами повинні обертатися разом з обертовим тілом, як зазначалося вище; ця характеристика може бути використана для добування енергії з чорної діри, яка обертається, аж до її енергії інваріантної маси, Мс2.
Експеримент LIGO, який виявив гравітаційні хвилі, також дозволив перше пряме спостереження пари чорних дір Керра.

## Математичний вираз
Метрика Керра описує геометрію простору-часу поблизу маси M, яка обертається з кутовим моментом J. Лінійний елемент у координатах Боєра-Ліндквіста становить
 
| {\displaystyle {\begin{aligned}c^{2}d\tau ^{2}=&\left(1-{\frac {r_{s}r}{\Sigma }}\right)c^{2}dt^{2}-{\frac {\Sigma }{\Delta }}dr^{2}-\Sigma d\theta ^{2}\\&-\left(r^{2}+a^{2}+{\frac {r_{s}ra^{2}}{\Sigma }}\sin ^{2}\theta \right)\sin ^{2}\theta \ d\phi ^{2}+{\frac {2r_{s}ra\sin ^{2}\theta }{\Sigma }}\,c\,dt\,d\phi \end{aligned}}} | \| \| \| \| \| \| \| \| | (1) |
| |                         |     |
| |                         |     |
де координати {\displaystyle r,\theta ,\phi } є стандартною сферичною системою координат, яка є еквівалентною картезіанським координатам
 
| {\displaystyle {x}={\sqrt {r^{2}+a^{2}}}\sin \theta \cos \phi } | \| \| \| \| \| \| \| \| | (7) |
|                                                                 |                         |     |
|                                                                 |                         |     |
 
| {\displaystyle {y}={\sqrt {r^{2}+a^{2}}}\sin \theta \sin \phi } | \| \| \| \| \| \| \| \| | (8) |
|                                                                 |                         |     |
|                                                                 |                         |     |
 
| {\displaystyle {z}=r\cos \theta } | \| \| \| \| \| \| \| \| | (9) |
|                                   |                         |     |
|                                   |                         |     |
а rs є радіусом Шварцшильда
 
| {\displaystyle r_{s}={\frac {2GM}{c^{2}}}} | \| \| \| \| \| \| \| \| | (2) |
|                                            |                         |     |
|                                            |                         |     |
та де параметри лінійних розмірів a, Σ та Δ були введені для стислості
 
| {\displaystyle a={\frac {J}{Mc}}} | \| \| \| \| \| \| \| \| | (3) |
|                                   |                         |     |
|                                   |                         |     |
 
| {\displaystyle \Sigma =r^{2}+a^{2}\cos ^{2}\theta } | \| \| \| \| \| \| \| \| | (4) |
|                                                     |                         |     |
|                                                     |                         |     |
 
| {\displaystyle \Delta =r^{2}-r_{s}r+a^{2}} | \| \| \| \| \| \| \| \| | (5) |
|                                            |                         |     |
|                                            |                         |     |
Ключовою рисою метрики є множення {\displaystyle {\begin{aligned}dt\,d\phi \end{aligned}}}. Існує зв'язок між часом та рухом у площині обертання, який зникає, коли кутовий момент чорної діри стає нулем.
У нерелятивістському ліміті, коли M (або, еквівалентно, rs) наближається до нуля, метрика Керра стає ортогональною метрикою координат стиснутого еліпсоїда обертання
 
| {\displaystyle c^{2}d\tau ^{2}=c^{2}dt^{2}-{\frac {\Sigma }{r^{2}+a^{2}}}dr^{2}-\Sigma d\theta ^{2}-\left(r^{2}+a^{2}\right)\sin ^{2}\theta d\phi ^{2}} | \| \| \| \| \| \| \| \| | (6) |
| |                         |     |
| |                         |     |

## Важливі поверхні

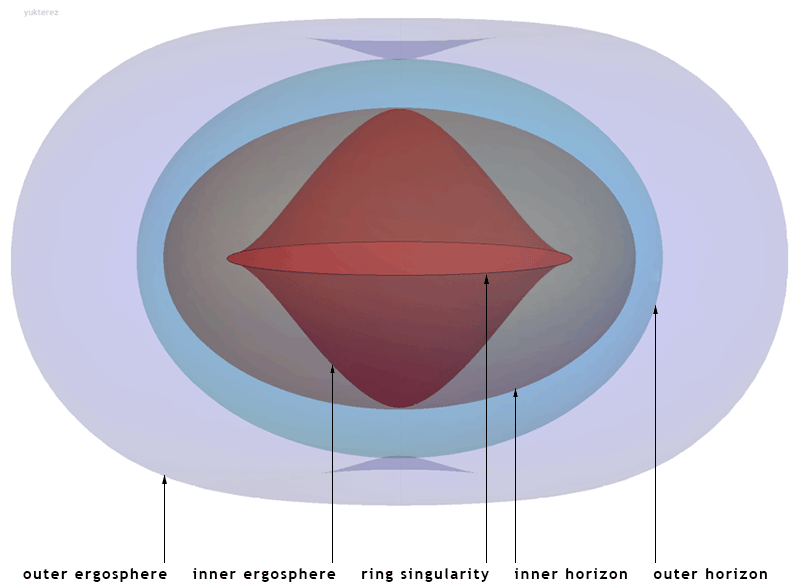
Розташування горизонтів, ергосфер та кільцевої сингулярності простору-часу Керра у картезіанських координатах Керра — Шільда.

Метрика Керра має дві важливі фізичні поверхні, на яких вона видається сингулярною. Внутрішня поверхня відповідає горизонту подій, схожому на той, що спостерігається у метриці Шварцшильда; поверхня існує там, де чисто радіальний компонент grr метрики стає нескінченним. Розв'язання квадратичного рівняння 1/grr = 0 дає рішення:
{\displaystyle r_{\mathit {inner}}={\frac {r_{s}\pm {\sqrt {r_{s}^{2}-4a^{2}}}}{2}}\ }, яке у натуральних одиницях G=M=c=1 є: {\displaystyle \ r_{\mathit {inner}}=1\pm {\sqrt {1-a^{2}}}}
Інша сингулярність виникає там, де чисто часовий компонент gtt метрики змінює знак з «плюса» на «мінус». Розв'язання квадратичного рівняння gtt=0 дає рішення:
{\displaystyle r_{\mathit {outer}}={\frac {r_{s}\pm {\sqrt {r_{s}^{2}-4a^{2}\cos ^{2}\theta }}}{2}}\ } або у натуральних одиницях: {\displaystyle \ r_{\mathit {outer}}=1\pm {\sqrt {1-a^{2}\cos ^{2}(\theta )}}}
Через cos2θ у квадратному корені, ця зовнішня поверхня нагадує сплющену сферу, яка торкається внутрішньої поверхні на полюсах осі обертання, де доповнення широти θ дорівнює 0 або π; простір між двома поверхнями має назву ергосфера. В межах цього об'єму, чисто часовий компонент gtt є від'ємним, тобто поводиться як чисто просторовий метричний компонент. Відповідно, частинки в межах ергосфери вимушені обертатися спільно з внутрішньою масою для збереження свого часового характеру. Частинка, яка рухається, відчуває позитивний власний час вздовж своєї світової лінії, свого шляху крізь простір-час; однак це неможливо всередині ергосфери, де gtt є від'ємним, крім випадку, коли частинка обертається спільно з внутрішньою масою M з кутовою швидкістю не менше Ω. Тому жодна частинка не може обертатись протилежно до центральної маси всередині ергосфери.
Як і з горизонтом подій у метриці Шварцшильда, видимі сингулярності на rinner та router є ілюзією, створеною вибором координат (тобто вони є координатними сингулярностями); простір-час може плавно коригуватися ними відповідним вибором координат.

## Ергосфери і процес Пенроуза
Чорна діра в цілому оточена поверхнею, яка називається горизонт подій і знаходиться на радіусі Шварцшильда для чорної діри, яка не обертається; там, де швидкість утікання дорівнює швидкості світла. Всередині цієї поверхні жоден спостерігач/частинка не може підтримувати себе на постійному радіусі, вони змушені падати всередину, і тому це іноді називають статичною межею.
Чорна діра, яка обертається, має ту саму статичну межу на своєму горизонті подій, але також вона має додаткову поверхню за межами горизонту подій під назвою «ергосфера» (яку дає {\displaystyle (r-M)^{2}=M^{2}-J^{2}\cos ^{2}\theta } у координатах Бойєра–Ліндквіста), яку можна інтуїтивно схарактеризувати як сферу, де «частота обертання навколишнього простору» прецесує зі швидкістю світла. Всередині цієї сфери прецесія більша, ніж швидкість світла, і будь-який спостерігач/частинка повинні обертатися разом з нею.
Область за межами горизонту подій, але всередині поверхню, де обертальна швидкість дорівнює швидкості світла, називається ергосферою (від грецького ергон = робота). Частинки, потрапляючи в межі ергосфери, змушені обертатися швидше і тим самим отримують енергію. Оскільки вони все ще поза горизонтом подій, вони можуть втекти від чорної діри. Чистим процесом є те, що чорна діра, яка обертається, випромінює активні частинки за рахунок своєї власної енергії. Можливість вилучення енергії спіну з чорної діри, яка обертається, вперше була запропонована математиком Роджером Пенроузом 1969 року і отримала назву процес Пенроуза. В астрофізиці, чорні діри, які обертаються, є потенційним джерелом великої кількості енергії і використовуються для пояснення високоенергетичних явищ, таких як гамма-спалахи.

## Особливості геометрії Керра
Геометрія Керра має ряд вартих уваги особливостей: максимальне аналітичне розширення включає в себе послідовність асимптотично плоских зовнішніх регіонів, кожен з яких пов'язаний з ергосферою, стаціонарні граничні поверхні, горизонти подій, горизонти Коші, замкнуті схожі на часові криві і кільцеподібну сингулярність кривизни, тощо. 
Внутрішня геометрія Керра є нестійкою відносно збурень у внутрішній області. Ця нестабільність означає, що хоча метрика Керра є вісь-симетрична, чорна діра, створена за допомогою гравітаційного колапсу, може такою не бути. Ця нестабільність також означає, що багато згаданих особливостей геометрії Керра, можуть не існувати всередині такої чорної діри.
Поверхня, якою світло може обертатися довкола чорної діри, називається фотонною сферою. Рішення Керра має нескінченно багато фотонних сфер, що лежать між внутрішньою і зовнішньою. У рішенні Шварцшильда для діри, яка не обертається, при а=0, внутрішня і зовнішня фотонні сфери дегенерують, тому там є тільки одна фотонна сфера для одного радіусу. Чим більше спін чорної діри, тим далі один від одного рухаються внутрішня і зовнішня фотонна сфера. Промінь світла, що рухається в напрямку, протилежному напрямку обертання чорної діри, буде на круговій орбіті на зовнішній фотонної сфері діри. Промінь світла, що рухається в тому ж напрямку, що і чорна діра, матиме кругову орбіту на внутрішній фотонній сфері. Якщо орбіта має кутовий момент, перпендикулярний осі обертання чорної діри, промінь світла обертатиметься  на фотонних сферах між цими двома крайнощами. Оскільки простір-час обертається, такі орбіти демонструють прецесію, адже є зсув у змінній {\displaystyle \phi \,} після завершення одного періоду у змінній {\displaystyle \theta \,}.

### Рівняння траєкторій

Анімація орбіти тестової частинки довкола чорної діри, що обертається. Зліва: вид згори, справа: вид збоку.

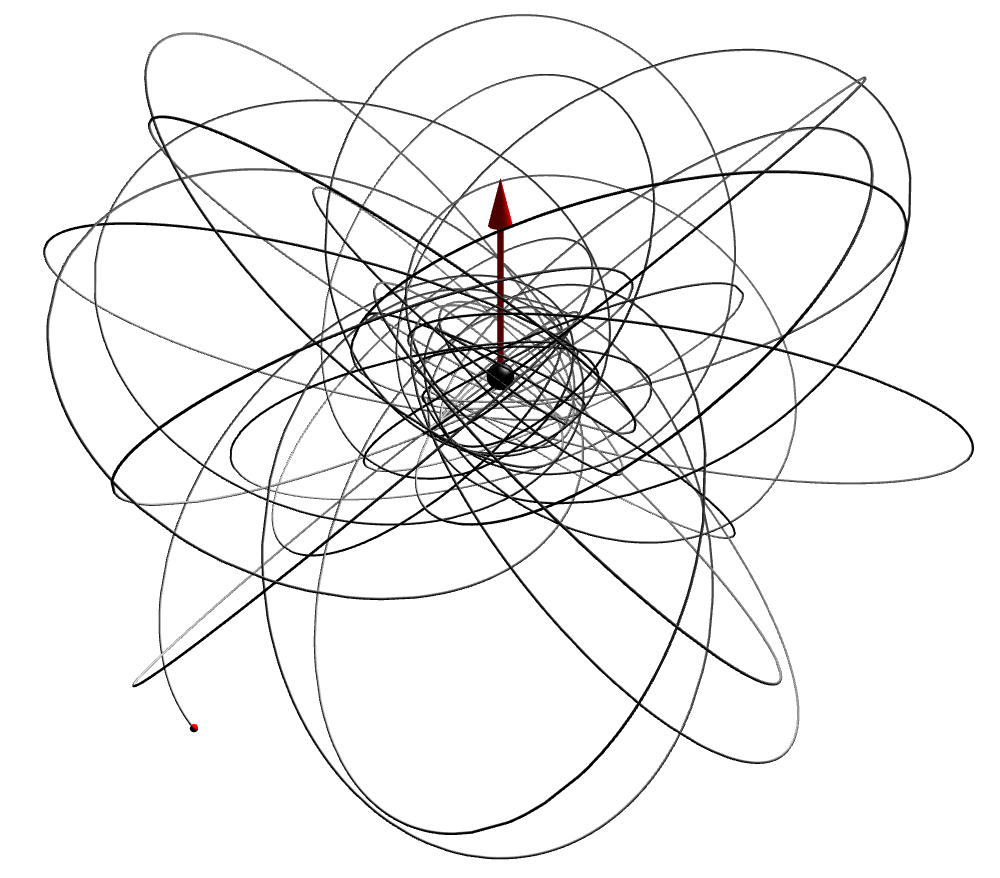
Інша траєкторія тестової маси довкола чорної діри, що обертається (чорної діри Керра). На відміну від орбіти довкола чорної діри Шварцшильда, тут орбіта не обмежена однією площиною, а буде ергодично заповнювати схожий на тор регіон довкола екватора.

Рівняння руху для тестової частинки в просторі-часу Керра регулюються чотирма константами руху. Першим є інваріантна маса {\displaystyle } тестової частинки, обумовлена співвідношенням
{\displaystyle -\mu ^{2}=p^{\alpha }g_{\alpha \beta }p^{\beta },}
де {\displaystyle } є чотири-імпульсом частинки. Крім того, є дві константи руху, які випливають з часу переведення і обертальної симетрії простору-часу Керра, енергія {\displaystyle }і компонент орбітального кутового моменту, паралельний спіну чорної діри {\displaystyle }.
{\displaystyle E=-p_{t}}, та
{\displaystyle L_{z}=-p_{\phi }}
Використовуючи рівняння Гамільтона — Якобі, Брендон Картер показав, що існує четверта константа руху, {\displaystyle Q}, яку тепер називають константою Картера. Це пов'язано з повним кутовим моментом частинки і визначається рівнянням
{\displaystyle Q=p_{\theta }^{2}+\cos ^{2}\theta {\Bigg (}a^{2}(\mu ^{2}-E^{2})+\left({\frac {L_{z}}{\sin \theta }}\right)^{2}{\Bigg )}}.
Оскільки існує чотири (незалежні) константи руху для ступенів свободи, рівняння руху тестової частинки в просторі-часу Керра мають точне рішення.

## Симетрії
Група ізометрій метрики Керра є підгрупою десятивимірної групи Пуанкаре, яка приймає двовимірний локус сингулярності до себе. Вона зберігає часові зсуви (один вимір) та обертання своєї навколо осі обертання (один вимір), а отже має два виміри. Як і група Пуанкаре, вона має чотири пов'язані компоненти: компонент ідентичності; компонент, який зворотно обертає час та довжину; компонент, який відображається через екваторіальну площину; і компонент, який робить ці дві речі разом.
У фізиці симетрії типово асоціюються зі збереженими константами руху, у відповідності з теоремою Нетер. Як показано вище, геодезичні рівняння мають чотири збережених кількості: одну з визначення геодезичності, дві, які випливають з часового зсуву та обертальної симетрії геометрії Керра. Четверта збережена кількість не випливає з симетрії у стандартному сенсі і зазвичай називається прихованою симетрією.

## Чорні діри Керра як червоточини
Хоча рішення Керра здається сингулярним для коренів Δ = 0, це є координатні сингулярності, і, з відповідним вибором нових координат, рішення Керра можна плавно розширити через значення {\displaystyle r}, які відповідають цим кореням. Більший з цих коренів визначає розташування горизонту подій, а менший — розташування горизонту Коші. Крива (спрямована на майбутнє, схожа на часову) може починатись назовні та проходити через горизонт подій. Після проходження горизонту подій, координата {\displaystyle r} починає поводитись як часова координата, а отже повинна зменшуватись, поки крива не пройде через горизон Коші.
Регіон після горизонту Коші має декілька цікавих рис. Координата {\displaystyle r} знову поводиться як просторова координата і може вільно змінюватись. Внутрішній регіон має дзеркальну симетрію, (спрямована на майбутнє, схожа на часову) крива може продовжуватись по симетричному шляху, який проходить через другий горизонт Коші, другий горизонт подій та у новий зовнішній регіон, який є ізометричним до початкового зовнішнього регіону рішення Керра. Після цього крива може втекти у нескінченність або зайти у майбутній горизонт подій нового зовнішнього регіону і повторити процес. Цей другий зовнішній регіон деколи вважають іншим всесвітом. З іншого боку, у рішенні Керра сингулярність є кільцем і крива може пройти через центр кільця. Регіон за межами дозволяє закриті схожі на часові криві. Оскільки траєкторії спостерігачів та частинок у загальній теорії відносності описуються схожими ні часові кривими, спостерігачі у цьому регіоні можуть повернутися у своє минуле. This interior solution is not likely to be physical and considered as a purely mathematical artefact.
Хоча очікується, що зовнішній регіон рішення Керра є стабільним, і що всі чорні діри, які обертаються, в кінцевому підсумку наближаються до метрики Керра, внутрішній регіон рішення представляється нестабільним, як олівець, збалансований на кінчику. Це пов'язано з ідеєю космічної цензури.

## Подальше читання
- Wiltshire, David L.; Visser, Matt; & Scott, Susan M. (eds) (2009). The Kerr Spacetime: Rotating Black Holes in General Relativity. Cambridge: Cambridge University Press. ISBN 978-0-521-88512-6.
- Stephani, Hans; Kramer, Dietrich; MacCallum, Malcolm; Hoenselaers, Cornelius; Herlt, Eduard (2003). Exact Solutions of Einstein's Field Equations. Cambridge: Cambridge University Press. ISBN 0-521-46136-7.
- Meinel, Reinhard; Ansorg, Marcus; Kleinwachter, Andreas; Neugebauer, Gernot; Petroff, David (2008). Relativistic Figures of Equilibrium. Cambridge: Cambridge University Press. ISBN 978-0-521-86383-4.
- O'Neill, Barrett (1995). The Geometry of Kerr Black Holes. Wellesley, Massachusetts: A. K. Peters. ISBN 1-56881-019-9.
- D'Inverno, Ray (1992). Introducing Einstein's Relativity. Oxford: Clarendon Press. ISBN 0-19-859686-3. See chapter 19 for a readable introduction at the advanced undergraduate level.
- Chandrasekhar, S. (1992). The Mathematical Theory of Black Holes. Oxford: Clarendon Press. ISBN 0-19-850370-9. See chapters 6--10 for a very thorough study at the advanced graduate level.
- Griffiths, J. B. (1991). Colliding Plane Waves in General Relativity. Oxford: Oxford University Press. ISBN 0-19-853209-1. See chapter 13 for the Chandrasekhar/Ferrari CPW model.
- Adler, Ronald; Bazin, Maurice; Schiffer, Menahem (1975). Introduction to General Relativity (вид. Second). New York: McGraw-Hill. ISBN 0-07-000423-4. See chapter 7.
- Penrose, R. (1968). ed C. de Witt and J. Wheeler (ред.). Battelle Rencontres. W. A. Benjamin, New York. с. 222.
- Perez, Alejandro; Moreschi, Osvaldo M. (2000). Characterizing exact solutions from asymptotic physical concepts. arXiv:gr-qc/0012100v1. Characterization of three standard families of vacuum solutions as noted above.
- Sotiriou, Thomas P.; Apostolatos, Theocharis A. (2004). Corrections and Comments on the Multipole Moments of Axisymmetric Electrovacuum Spacetimes. Class. Quant. Grav. 21 (24): 5727—5733. arXiv:gr-qc/0407064. Bibcode:2004CQGra..21.5727S. doi:10.1088/0264-9381/21/24/003. arXiv eprint Gives the relativistic multipole moments for the Ernst vacuums (plus the electromagnetic and gravitational relativistic multipole moments for the charged generalization).
- Carter, B. (1971). Axisymmetric Black Hole Has Only Two Degrees of Freedom. Physical Review Letters. 26 (6): 331—333. Bibcode:1971PhRvL..26..331C. doi:10.1103/PhysRevLett.26.331.
- Wald, R. M. (1984). General Relativity. Chicago: The University of Chicago Press. с. 312–324. ISBN 0-226-87032-4.
- Kerr, R. P.; Schild, A. (2009). Republication of: A new class of vacuum solutions of the Einstein field equations. General Relativity and Gravitation. 41 (10): 2485—2499. Bibcode:2009GReGr..41.2485K. doi:10.1007/s10714-009-0857-z.
- Krasiński, Andrzej; Verdaguer, Enric; Kerr, Roy Patrick (2009). Editorial note to: R. P. Kerr and A. Schild, A new class of vacuum solutions of the Einstein field equations. General Relativity and Gravitation. 41 (10): 2469—2484. Bibcode:2009GReGr..41.2469K. doi:10.1007/s10714-009-0856-0. «… This note is meant to be a guide for those readers who wish to verify all the details [of the derivation of the Kerr solution]…»